# Linköpings FC
Linköpings FC (Linköpings Fotboll Club) ist ein schwedischer Frauenfußballclub aus Linköping. Der Verein wurde 2003 gegründet, als eine Investition in den Topfußball durch BK Kenty DFF und den Eishockeyclub Linköpings HC. Linköpings FC spielt in der Damallsvenskan, der höchsten Liga für Frauen in Schweden.

## Geschichte

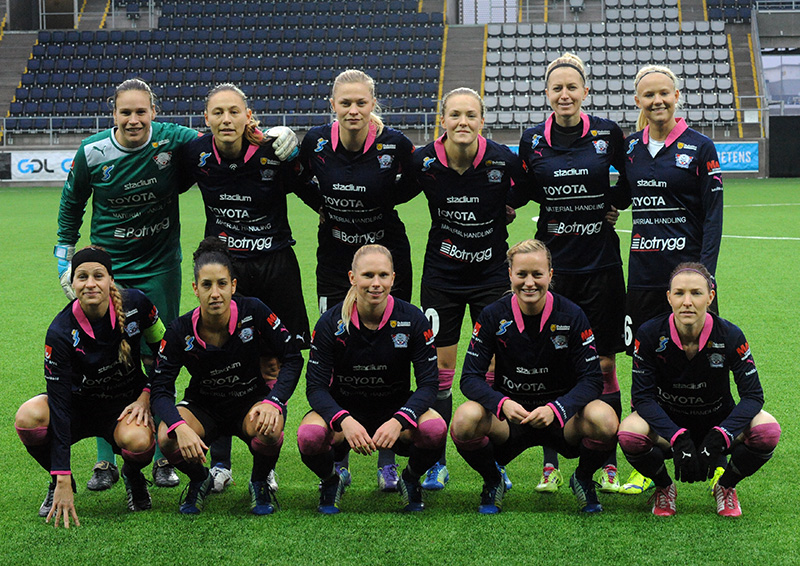
Mannschaftsaufstellung vor einem Spiel gegen Swesda 2005 Perm (2014)

Vor der Saison 2004 wurden die Nationalspielerinnen Hedvig Lindahl, Anna-Kaisa Rantanen, Josefine Öqvist und Sara Larsson nach Linköping geholt. In der ersten Saison in der Damallsvenskan kam man bereits auf den sechsten Platz und erzielte im Spiel gegen Umeå IK einen Zuschauerrekord mit 6.359 Besuchern. In der Spielzeit 2006 kam Nationalspielerin Frida Östberg hinzu, die man vom Meister Umeå IK abwarb. Im Sturm verstärkte sich das Team mit der Amerikanerin Tiffeny Milbrett und belegte den dritten Platz in der Liga. Im Oktober 2006 gewann Linköpings FC seinen ersten Titel: Im Finale des schwedischen Pokals siegten die Frauen aus Linköping beim Meister Umeå IK mit 3:2 und brachten den Spielerinnen aus dem Norden die einzige Niederlage des Jahres bei. 2008 wurde Linköping Vizemeister und gewann zum zweiten Mal den Pokal. Im Jahr 2009 wurde das „Double“ aus Meisterschaft und Pokalsieg erreicht, zudem stellte man mit Linnea Liljegärd die Torschützenkönigin der Damallsvenskan. 2013/14 konnte Linköping zum vierten Mal den Svenska Cupen erringen, auch 2014/2015 war die Mannschaft im Pokal erfolgreich und besiegte am 9. August 2015 im Finale im eigenen Stadion den FC Rosengard mit 2:0.

## Erfolge
- Schwedischer Meister: 2009, 2016, 2017
- Schwedischer Pokalsieger: 2006, 2008, 2009, 2013/14, 2014/15
- Schwedischer Superpokal: 2009, 2010

## Bekannte ehemalige Spielerinnen
- Jonna Andersson
- Kosovare Asllani
- Cristiane
- Magdalena Eriksson
- Pernille Harder
- Jessica Landström
- Sara Larsson
- Hedvig Lindahl
- Claudia Neto
- Frida Östberg
- Josefine Öqvist
- Anna-Kaisa Rantanen
- Charlotte Rohlin
- Fridolina Rolfö
- Caroline Seger